# MG 74

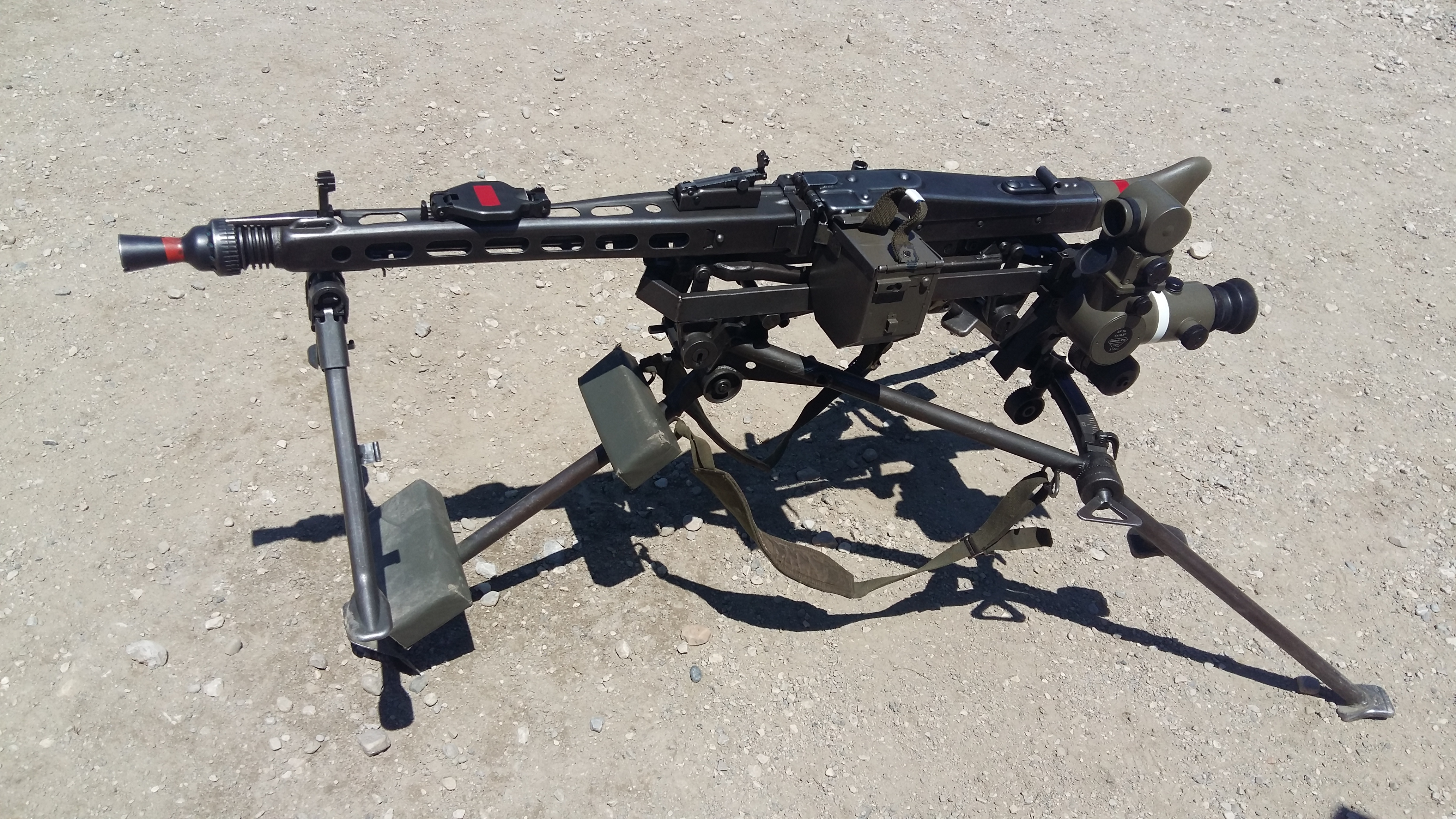
MG 74 mit Winkelzielfernrohr und Dreibeinlafette

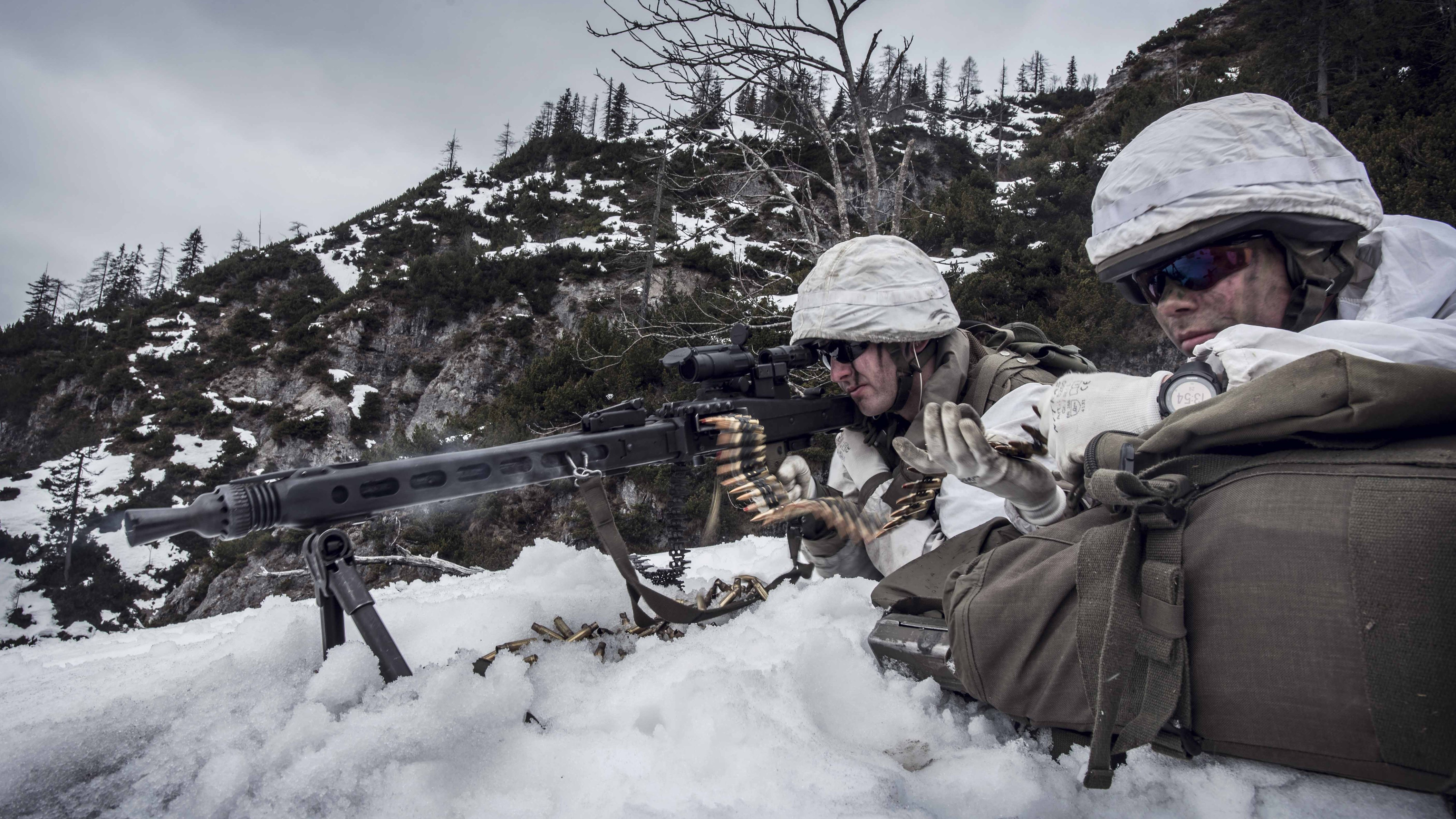
MG 74 auf Zweibein mit Zielfernrohr

Das MG 74 ist ein Maschinengewehr aus österreichischer Fertigung. Es ist eine Weiterentwicklung des MG 42 und seit 1974 das Standard-MG des österreichischen Bundesheers.

## Typ und Einsatz
Bei der Waffe handelt es sich um einen vollautomatischen, zuschießenden Rückstoßlader mit starrer Verriegelung, beweglichem und auswechselbarem Lauf. Die Munitionszufuhr erfolgt von links mittels eines Stahlgliedergurtes. Das MG 74 ist in der Regel die Hauptwaffe infanteristischer Gruppen des Bundesheeres, aber auch als Bordwaffe oder Doppelbewaffnung bestimmter Truppenteile vorgesehen.
Der Einsatz erfolgt auf Zweibein oder auf Lafette 74 zur Erhöhung der Reichweite und zur Bekämpfung von Luftzielen. Vom Fahrzeug aus kann das MG 74 auf bzw. in Bordlafetten (Lafette 79, MG-Halterung 81) eingesetzt werden. Die Handhabung des MG 74 im Rahmen der Jägergruppe erfolgt durch den Maschinengewehrschützen 1 (MG 1 oder seltener MGSch 1) und Maschinengewehrschützen 2 (MG 2 bzw. MGSch 2), in Folge Maschinengewehrtrupp (MG-Trupp) genannt.
Die Einsatzschussweite beträgt auf Zweibein 600 m und auf Lafette mit Zielfernrohr bis 1000 m.

## Zusammenwirken der Teile
Das Abfeuern des MG 74 erfolgt bei geladener und entsicherter Waffe durch Zurückziehen des Abzuges. Dabei wird der Verschluss freigegeben und durch die Schließfeder nach vorne geschoben. Der Verschluss schiebt beim Vorgleiten die in der Verschlussbahn liegende Patrone aus dem Stahlgliedergurt in den Laderaum des Laufes. Zwei Rollen am Verschlusskopf werden nach außen gedrückt und stellen so die starre Verriegelung zwischen Lauf und Verschluss her. Durch die Masse des Nachschlagstückes im Verschluss wird der Schlagbolzen nach vorne gedrückt und schlägt auf das Zündhütchen der Patrone.
Sobald das Projektil den Lauf verlassen hat, strömen Pulvergase in den Stauraum des Rückstoßverstärkers an der Mündung. Sie drücken dabei den Lauf mit dem Verschluss gleichzeitig zurück, bis die Rollen des Verschlusskopfes wieder nach innen gedrückt werden und die starre Verriegelung zwischen Lauf und Verschluss damit beendet wird. Während der Lauf durch eine Vorholeinrichtung wieder bis zum Laufanschlag vorgedrückt wird, gleitet der Verschluss gegen den Widerstand einer Feder zurück und wird schließlich durch einen Puffer im Kolbenbereich gebremst. Beim Zurückgleiten zieht der Verschluss auch die Patronenhülse aus dem Patronenlager und stößt sie nach unten aus. Bleibt der Abzug zurückgezogen, schnellt der Verschluss durch den Druck der Feder wieder nach vorne und der beschriebene Ablauf wiederholt sich. Der vor- und zurückgleitende Verschluss steuert dabei auch die Gurtzuführeinrichtung im Deckel.

## Geschichte
Nach seiner Gründung im Jahr 1955 wurde das österreichische Bundesheer vorübergehend mit alten MGs aus US-Beständen ausgerüstet. Ab dem Jahr 1959 wurden diese Browning M1919 größtenteils durch das 7,62-mm-MG 42 nichtdeutscher Fertigung (Steyr, Beretta) ersetzt. Gemäß den Bestimmungen des Staatsvertrages, die ein Verbot deutscher Waffen vorsahen, sollte eine zeitgemäße Waffe aus eigener Produktion eingeführt werden. Das Amt für Wehrtechnik entwickelte in Zusammenarbeit mit Steyr Mannlicher und Beretta ein MG speziell für das Bundesheer. Als Basis hierbei diente das deutsche MG 42/59. Vorgaben waren unter anderem eine niedrigere Feuerrate (um den Rohrverschleiß zu verringern und um dem Schützen das Zielen und Richten der Waffe zu erleichtern), ein niedrigeres Gewicht und vielseitigere Möglichkeiten zu Lafettierung und Visierung. Zur Einführung gelangte es, als aufgrund der Ereignisse während des Prager Frühlings ein Gruppen-MG gefordert wurde und dieses im neuen Kaliber .223 (5,56 mm × 45 mm NATO)  nicht am Markt verfügbar war.
Die Entwicklung der Waffe war im Jahr 1974 abgeschlossen. Sie ersetzte ab diesem Jahr als MG 74 das MG 42 beim österreichischen Bundesheer.

## Änderungen zum MG 42
- Reduzierung der Feuergeschwindigkeit auf 850 Schuss/Minute.
- Schussfrequenz kann bei Bedarf durch Auswechseln des Verschlusses variiert werden.
- Kunststoffkolben, um Gewicht zu sparen (MG 42: Holzkolben).
- Justage des Visiers horizontal 35°, vertikal 15°; zusätzliches Flugabwehrvisier kann optional montiert werden.
- Winterabzug, der Einzelfeuer ermöglicht
- Verwendung des NATO-Standardkalibers